# 西尾久
西尾久（日语：／ Nishi-ogu */?）是東京都荒川區的町名。現行行政地名為西尾久一丁目至西尾久八丁目。已實施住居表示。

## 地理
位於荒川區最西端、隅田川南岸，與東邊的東尾久合稱尾久。地區北與足立區以隅田川為界，東鄰東尾久，南與西接北區。町內小工廠、商店街、住宅混雜，展現濃厚的下町風貌。都電荒川線通過町內，設有荒川電車營業所（荒川車庫前站）。此外，隅田川旁有荒川區營運的娛樂設施荒川遊園。

## 歷史
現在西尾久二丁目附近是過去的尾久三業地所在地。

### 地名由來
位於尾久西部而得名。

## 交通

### 鐵道
東京都交通局
- 都電荒川線：宮之前停留場，小台停留場，荒川遊園地前停留場，荒川車庫前停留場

此外，西尾久地區還可使用鄰近的JR東日本宇都宮線、高崎線尾久站。

### 巴士
都營巴士
- 草64（日语：都営バス巣鴨営業所）：池袋站東口 - 王子站 - 淺草雷門
  - 西尾久四丁目 巴士站
- 東43（日语：都営バス北営業所）：東京站北口 - 御茶之水站 - 駒込醫院 - 田端站 - 荒川土手 - 江北站
  - 西尾久一丁目、西尾久二丁目、西尾久三丁目 各巴士站

### 水上交通
東京都公園協會
- 東京水邊線（日语：東京水辺ライン）（荒川遊園碼頭）

### 道路、橋梁
道路
- 東京都道306號王子千住南砂町線（日语：東京都道306号王子千住南砂町線）（明治通）
- 東京都道458號白山小台線（日语：東京都道458号白山小台線）

橋梁
- 小台橋（日语：小台橋）

## 設施
行政
- 尾久區民事務所
- 尾久警察署（日语：尾久警察署）
- 尾久消防署

教育
- 荒川區立尾久宮前小學校
- 荒川區立尾久西小學校
- 荒川區立第六小學校
- 荒川區立尾久八幡小學校
- 荒川區立第七中學校

企業
- NRE大增（日语：NRE大増）

寺社
- 尾久八幡神社（日语：八幡神社 (荒川区)）

觀光
- 荒川遊園（日语：あらかわ遊園）

## 備註
1. ↑  町丁別世帯数及び人口一覧表（荒川区全域）[永久]